# Kazunari Ichimi
Kazunari Ichimi (一美 和成 Ichimi Kazunari?), född 10 november 1997 i Kumamoto prefektur, är en japansk fotbollsspelare.
Ichimi började sin karriär 2016 i Gamba Osaka. 2019 flyttade han till Kyoto Sanga FC.